# Dukuh, Bogor
Dukuh är en administrativ by i Indonesien.   Den ligger i provinsen Jawa Barat, i den västra delen av landet, 40 km sydväst om huvudstaden Jakarta.